# Happy Birthday (film 2015)
Happy Birthday è un cortometraggio brasiliano del 2015 scritto e diretto dall'attore e regista Paulo Leão.

## Trama
Un uomo solitario attende l'arrivo di alcuni ospiti per festeggiare il suo compleanno. Durante questa attesa, l'ansia della persona che compie gli anni aumenta, provocando un misto di ricordi e delusioni.

## Produzione
In questa produzione il motto era "una macchina fotografica in mano e un'idea in testa", lo stesso utilizzato da Glauber Rocha e Cinema Novo.
Il film è interpretato dallo stesso regista, a causa della location e delle condizioni affrontate al momento delle riprese.

## Distribuzione
Con una carriera internazionale, Happy Birthday vanta l'impressionante record di selezioni ufficiali in più di cinquanta festival cinematografici internazionali, oltre a numerose nomination e premi.
Il film è uscito nel 2016 in Spagna, al Barcelona Planet Festival.
Negli ultimi anni è presente in più di venti paesi, nei cinque continenti.
Selezioni ufficiali:
- Barcelona Planet Film Festival (trailer) - 2016 - Spagna
- The Monthly Film Festival (trailer) - 2016 - Stati Uniti
- Titolo del Festival Internazionale del Cinema - 2016 - USA
- GoldenSun Festival del Cortometraggio - 2016 - Malta
- Premi cinematografici nordamericani - 2016 - Stati Uniti
- TOFF Film Festival - 2016 - Online
- Festival del cinema di Los Angeles - 2016 - Stati Uniti
- 2° Festival del Cinema Iberoamericano di Taxco - 2016 - Messico
- Premios Latino - Cine de Oro - 2016 - Spagna
- Pantaloncini Ozark - 2016 - Stati Uniti
- Cornici dorate - 2016 - India
- Festival internazionale del cinema di All Lights India - 2016 - India
- Sfida video TIF - 2016 - Cipro
- Festival Internazionale del Cinema di Ekurhuleni - 2016 - Sudafrica
- Indie Wise - 2016 - Stati Uniti
- Festival del cortometraggio Kinosmena - 2016 - Bielorussia
- Allucinema Film Festival - 2016 - Messico
- GRAND OFF - WORLD INDEPENDENT FILM AWARDS - 2016 - Polonia
- BLOW-UP · Chicago International Arthouse FILM FEST - 2016 - USA
- Festival de Cortometrajes Jose Francisco Rosado - 2016 - Spagna
- Gran Convenzione IndieWise - 2016 - USA
- Festival virtuale GRATUITO di Indie Wise - online - 2017
- United King Screen One International Film Festival 2017 (trailer) - Scozia
- Miami Epic Festival 2017 - Stati Uniti
- AM Egypt Film Festival - 2017 - Il Cairo, Egitto
- Cinema del mondo - 2017 - India
- Festival Internazionale del Cinema di Quarzazate - 2017 - Berlino - Germania
- Cardiff International Film Festival - 2017 - Galles - Regno Unito
- AFC Global Fest 2017 - Calcutta - India
- STIFF - Festival Internazionale del Film San Marino Torinese - 2018 - Italia
- Grand IndieWise Convention 2018 - Miami, Florida - USA
- Miami Epic Festival 2018 - Stati Uniti
- Festival del Cinema di San Mauro 2018 - Torino, Italia
- InShort Film Festival 2018 - Lagos - Nigeria
- Lift-Off Global Network 2023 - Sessioni cinematografiche presso Pinewood Studios - Regno Unito e Raleigh Studios - Holywood. Berlino, Tokyo, Manchester, Austin, New York, Toronto, Los Angeles, Amsterdam, Parigi
- Serbest International Film Festival (SIFF) - 2023 - Moldavia
- Cinema Of The World (CWIFF) - 2023 - Emirati Arabi Uniti, India, Stati Uniti
- Black & White Film Festival (trailer) - 2024 - Toronto, Canada
- Festival di film e video musicali WideScreen - 2024 - Toronto, Canada
- ShortVerse - 2024 - Streaming
- Festival del cinema in bianco e nero (film) - 2024 - Toronto, Canada
- Festival for Trailers Monthly - 2025 - Los Angeles, Stati Uniti
- WILDsound Daily Festival (trailer) - 2025 - online
- Kuala Lumpur International Film Academy Awards - 2025 - Kuala Lumpur - Malaysia
- Lift-Off Filmmakers Sessions volume 3 - 2025 - England
- WideScreen Film & Music Video Festival - 2025 - Canada